# アストンマーティン・DB11
DB11 (Aston Martin DB11) は、イギリスの自動車メーカーであるアストンマーティンがかつて製造していたスポーツカーである。

## 概要
「DB9」の後継車種として、2016年3月のジュネーヴ・モーターショーでデビュー。アストンマーティンが2015年に発表した中期計画「セカンド・センチュリー・プラン」に基づいて開発された最初のモデルで、ダイムラーと技術提携を締結してから初めて発表したモデルでもある。
発売前から1,400台以上のオーダーを受け、2016年9月28日に正式に生産を開始した。同年12月までの生産台数は1,019台を記録している。
日本での価格は2,363-2,768.6万円（2019年モデル）。右ハンドルと左ハンドルが選択できる。

## 構造
エクステリアは、アストンマーティンのチーフデザイナーであるマレク・ライクマンが担当。アストンマーティンの伝統であるロングノーズ・ショートキャビンを受け継ぎつつも、大型グリルやクラムシェル型ボンネットといった新たなアイデンティティを取り入れた。さらに前後のオーバーハングを切り詰めることで、ボディライン周りの曲線美を自然に表現している。
ボディタイプは当初2ドアクーペのみだったが、2017年6月にオープンカー仕様の「ヴォランテ」が追加された。
エンジンは当初、5.2L V型12気筒エンジンのみのラインナップだったが、2017年6月よりメルセデスAMG製の4.0L V型8気筒エンジンが追加。いずれもツインターボ過給で、アストンマーティン史上初のターボエンジンである。組み合わせられるトランスミッションはZF製の8速ATのみで、MTの設定はない。

## ラインナップ
- DB11（2016年-2019年）
5.2L V型12気筒DOHC ツインターボエンジン（608PS/71.4kgf・m）

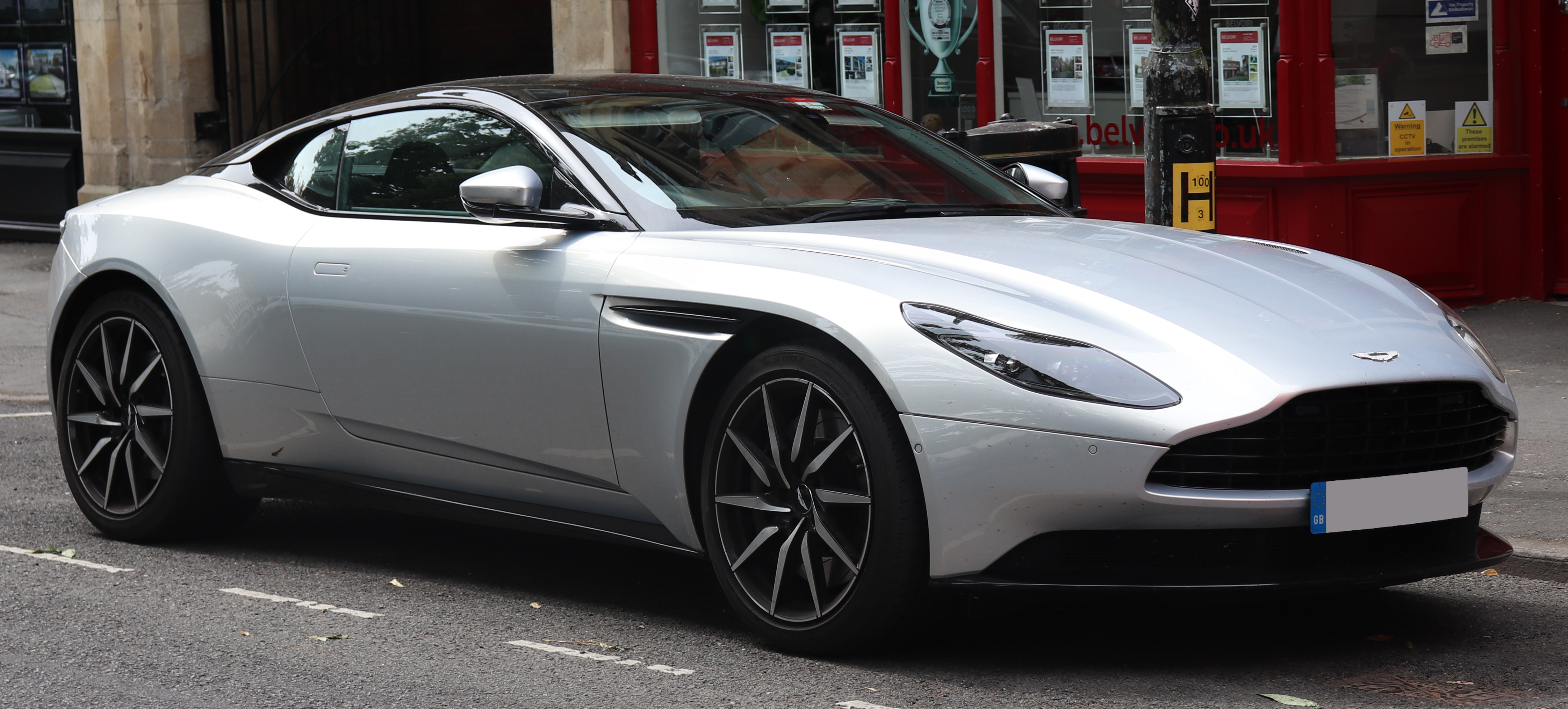
DB11 V8（2017年-2023年）
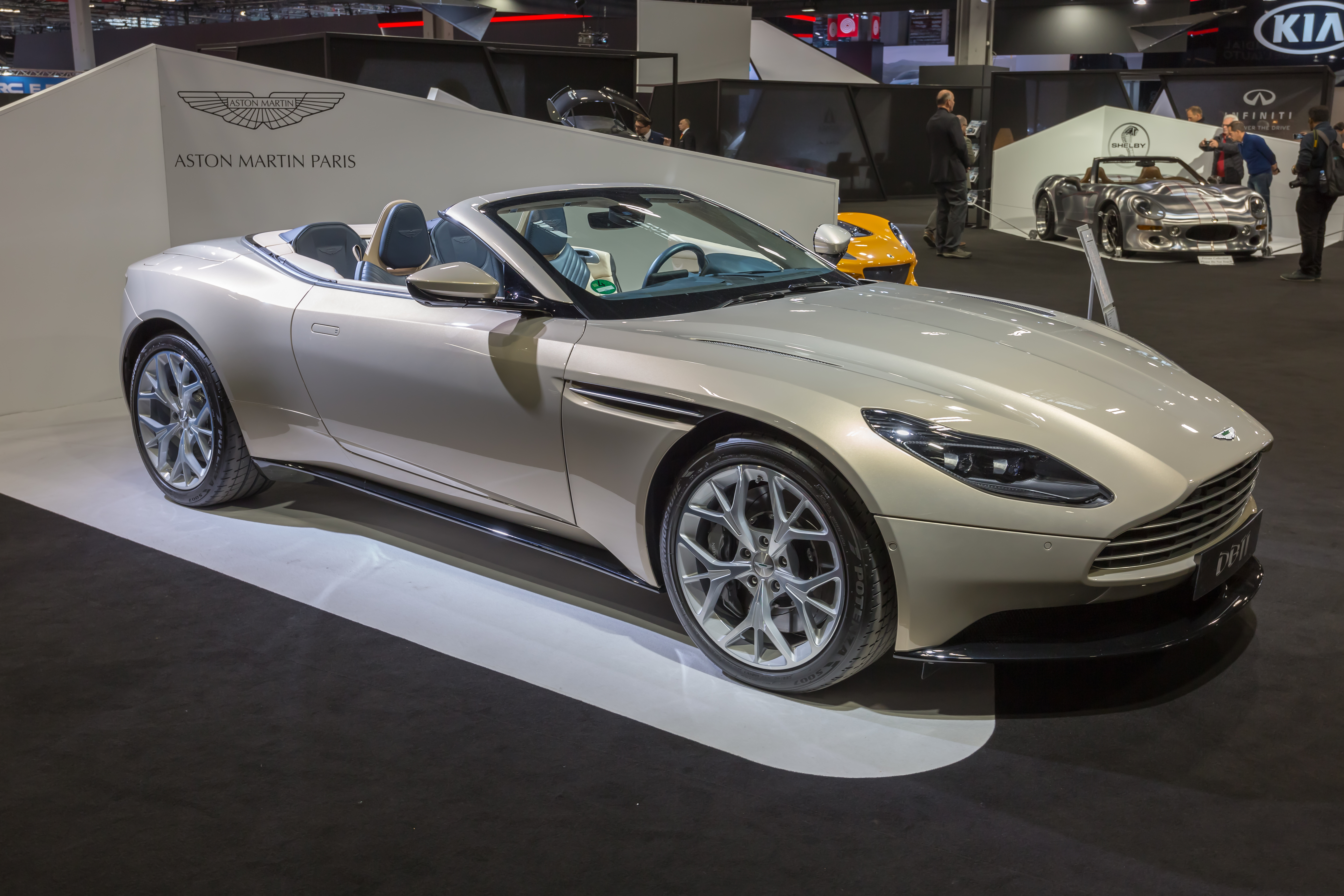
DB11 ヴォランテ
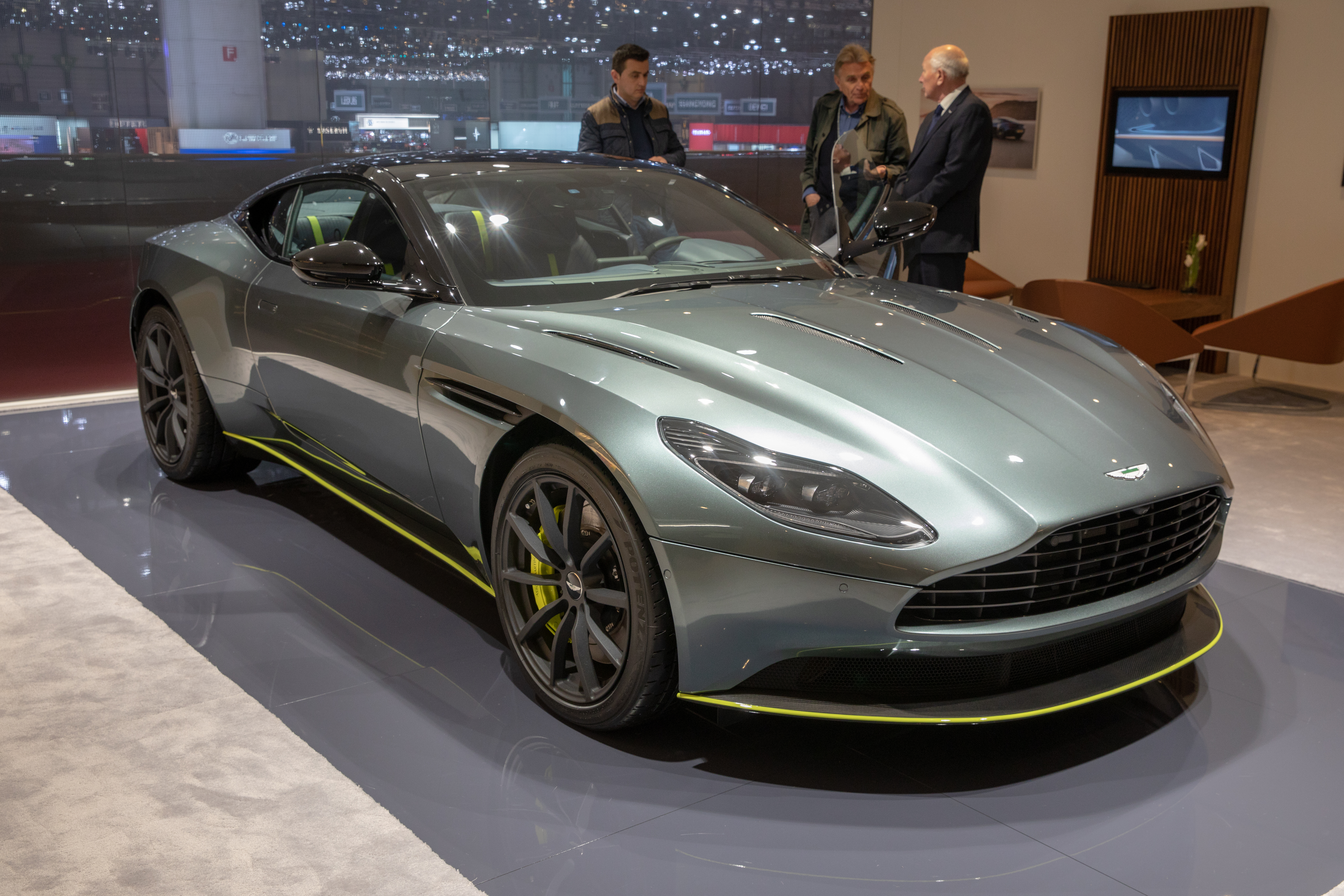
DB11 AMR
4.0L V型8気筒DOHC ツインターボエンジン（503PS/68.8kgf・m）

- DB11 ヴォランテ（2017年-2023年）
4.0L V型8気筒DOHC ツインターボエンジン（510PS/68.8kgf・m）、オープンカー仕様。

- DB11 AMR（2019年-2023年）
5.2L V型12気筒DOHC ツインターボエンジン（630PS/71.4kgf・m）

- DB11 V8
- DB11 ヴォランテ
- DB11 AMR

## 参照
1. ↑  Ingram, Richard (2016年3月2日). “New Aston Martin DB11: price, specs and video”. Auto Express. 2016年3月4日閲覧。
2. ↑  Login (2016年3月31日). “Aston Martin DB11 already has over 1,400 pre-orders”.   Autoblog.com. 2017年1月8日閲覧。
3. ↑  “Andy Palmer tweets about production milestone”.   Twitter.com. 2017年1月8日閲覧。
4. ↑  Burt, Matt (2016年3月2日). “Aston Martin DB11 video analysis: full tech details, prices and exclusive pics”. Autocar. 2016年3月4日閲覧。